# 415
415 (CDXV) fue un año común comenzado en viernes del calendario juliano, en vigor en aquella fecha.
En el Imperio romano, el año fue nombrado como el del consulado de Honorio y Teodosio, o menos comúnmente, como el 1168 Ab urbe condita, adquiriendo su denominación como 415 a principios de la Edad Media, al establecerse el anno Domini.

## Acontecimientos
- 8 o 15 de marzo (quizá en el año siguiente): en Alejandría (Egipto),  una turba de cristianos ―se cree que exacerbados por san Cirilo― lapidan a la filósofa, astrónoma y escritora egipcio-romana Hipatia (65).
- Los visigodos penetran en Hispania. Combaten contra suevos y vándalos.[1]
- Walia se convierte en rey de los visigodos tras el reinado breve de sólo una semana de Sigerico.
- Se descubren las reliquias de San Esteban en Jerusalén, que recorrerán el Mediterráneo.
- Agustín de Hipona publica De natura et gratia.
- Pelagio da a conocer el tratado De libero arbitrio.
- Juan Casiano, teórico monástico latino, funda en la ciudad gala de Marsella, la abadía de San Víctor para hombres, y la abadía de Saint-Sauveur, para mujeres.
- Los esclavos de Bazas (Galia) se sublevan durante el asedio de la ciudad por godos y alanos.
- Arlés se convierte en capital de los restos de la Galia romana.

## Nacimientos
- Eurico, rey visigodo.

## Fallecimientos
- 8 o 15 de marzo: Hipatia (65), filósofa y maestra neoplatónica griega, natural de Egipto (n. c. 355).
- Septiembre: Ataúlfo, rey visigodo (asesinado).
- Chandragupta II, rey indio.
- Sinesio de Cirene, obispo bizantino, autor de numerosos tratados de alquimia.
- Sigerico, rey visigodo durante siete días (asesinado).
- Tufa Rutan, príncipe chino del reino de Liang meridional (n. 365).